# هاوبتفيلدڤيبل (منصب)
تتعلق هذه الصفحة بالمنصب العسكري الألماني في الحقبة النازية (وليس الرتبة). للحصول على معلومات حول رتبة البوندسوير الألمانية الحالية، انظر هاوبتفيلدڤيبل (رتبة).

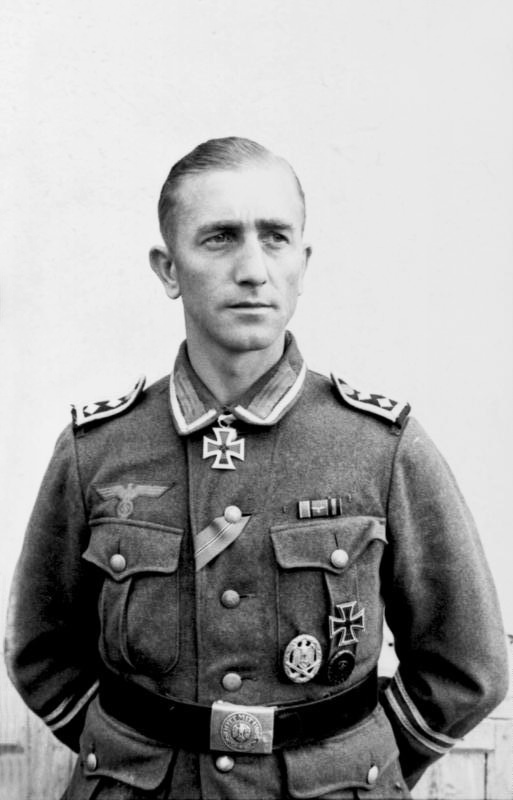
جوسف نيميتز برتبة أوبرفيلدفيبل (OR-7)، وعقد تعيين «هاوبتفيلدڤيبل» (رقيب شركة).

في الفيرماخت الألماني، كان تعيين هاوبتفيلدڤيبل هو المعادل الألماني لسارجنت شركة (رتبة رقيب أول يعمل لدى شركة في الجيش تابع لدول الكومنولث) في دول الكومنولث أو رقيب أول على مستوى الشركات الأمريكية. كان هناك ضابط صف واحد (NCO) في كل شركة حسب الفرع من مشاة وبطارية مدفعية وسرب فرسان، إلخ. كان كبير ضباط الصف في الوحدة الفرعية، لكن واجباته كانت إدارية إلى حد كبير ولم يكن من المتوقع أن يرافق وحدته في هجوم أو معركة بالأسلحة النارية.

## القوات المسلحة الأخرى

### فافن إس إس
في فافن إس إس، كانت الرتبة المعادلة لرتبة تعيين هاوبتفيلدڤيبل في هير ولوفتفافه، هو SS-Stabsscharführer حتى عام 1945.

### الجيش الشعبي الوطني
في الجيش الشعبي الوطني (1956-1990) كانت رتبة هاوبتفيلدڤيبل أيضًا تعيين (منصب)، يشغله كبار ضباط الصف، مثل Oberfeldweble أو Stabsfeldwebel في وقت لاحق Fähnrich. تم استخدامه في
- وصلة= <i id="mwNg">Landstreitkräfte</i>
- وصلة= القوات الجوية الألمانية القيصرية
- وصلة= <i id="mwQg">Grenztruppen</i>

أنظر أيضا